# Les Chroniques de St Mary
Les Chroniques de St Mary (titre original : The Chronicles of St Mary's) est une série de romans de science-fiction comique et fantasy historique écrite par l'auteur britannique Jodi Taylor. La série suit les actions de Madeleine Maxwell et les membres de St Mary dans leurs aventures. Le principal objectif de St Mary est « d'étudier les événements historiques majeurs dans leur contexte contemporain », soit de voyager dans le temps même s'ils n'aiment pas cette formulation.

## Œuvres

### SérieLes Chroniques de St Mary

#### Romans
1. Un monde après l'autre, Hervé Chopin, 2018 ((en) Just One Damned Thing After Another, 2013), trad. Cindy Colin Kapen, 350 p.  (ISBN 978-2-35720-356-3)Réédition, Pocket coll. « Imaginaire » no 7365, 464 p. (ISBN 978-2-266-34090-8)
2. D'échos en échos, Hervé Chopin, 2018 ((en) A Symphony of Echoes, 2013), trad. Cindy Colin Kapen, 332 p.  (ISBN 978-2-35720-376-1)Réédition, Pocket coll. « Imaginaire » no 7366, 448 p. (ISBN 978-2-266-34091-5)
3. Une seconde chance, Hervé Chopin, 2019 ((en) A Second Chance, 2014), trad. Cindy Colin Kapen, 345 p.  (ISBN 978-2-35720-450-8)Réédition, Pocket coll. « Imaginaire » no 7367, 456 p. (ISBN 978-2-266-34092-2)
4. Une trace dans le temps, Hervé Chopin, 2019 ((en) A Trail Through Time, 2014), trad. Cindy Colin Kapen, 340 p.  (ISBN 978-2-35720-488-1)Réédition, Pocket coll. « Imaginaire » no 7368, 441 p. (ISBN 978-2-266-34093-9)
5. Hier ou jamais, Hervé Chopin, 2020 ((en) No Time Like the Past, 2015), trad. Cindy Colin Kapen, 331 p.  (ISBN 978-2-35720-510-9)Réédition, Pocket coll. « Imaginaire » no 7397, 432 p. (ISBN 978-2-266-35152-2) (à paraître le 25 septembre 2025)
6. En cas de problème, Hervé Chopin, 2020 ((en) What Could Possibly Go Wrong?, 2015), trad. Cindy Colin Kapen, 358 p.  (ISBN 978-2-35720-545-1)Réédition, Pocket coll. « Imaginaire » no 7398, 464 p. (ISBN 978-2-266-35153-9) (à paraître le 25 septembre 2025)
7. Petits Arrangements avec l'histoire, Hervé Chopin, 2021 ((en) Lies, Damned Lies, and History, 2016), trad. Cindy Colin Kapen, 363 p.  (ISBN 978-2-35720-582-6)
8. Le reste appartient à l'histoire, Hervé Chopin, 2021 ((en) And the Rest is History, 2017), trad. Cindy Colin Kapen, 381 p.  (ISBN 978-2-35720-637-3)
9. Jusqu'à la fin et au-delà, Hervé Chopin, 2022 ((en) An Argumentation of Historians, 2018), trad. Cindy Colin Kapen, 461 p.  (ISBN 978-2-35720-660-1)
10. Haut les cœurs !, Hervé Chopin, 2022 ((en) Hope For the Best, 2019), trad. Cindy Colin Kapen, 477 p.  (ISBN 978-2-35720-696-0)
11. Préparez-vous au pire, Hervé Chopin, 2023 ((en) Plan For The Worst, 2020), trad. Cindy Colin Kapen, 495 p.  (ISBN 978-2-35720-707-3)
12. Autre temps, autre lieu, Hervé Chopin, 2023 ((en) Another Time Another Place, 2021), trad. Cindy Colin Kapen, 416 p.  (ISBN 978-2-35720-730-1)
13. De catastrophe en catastrophe, Hervé Chopin, 2024 ((en) A Catalogue of Catastrophe, 2022), trad. Cindy Colin Kapen, 469 p.  (ISBN 978-2-35720-777-6)
14. Le Bien, le Mal et l'Histoire, Hervé Chopin, 2024 ((en) The Good, The Bad and The History, 2024), trad. Cindy Colin Kapen, 480 p.  (ISBN 978-2-35720-836-0)

#### Nouvelles
- 0,5 Au commencement, 2022, Hervé Chopin  (ISBN 2357207183) (en) The Very First Damned Thing, 2015
- 2,5 (en) When a Child is Born, 2013
- 3,5 (en) Roman Holiday, 2014
- 4,5 (en) Christmas Present, 2014
- 6,5 (en) Ships and Stings and Wedding Rings, 2015
- 7,2 (en) The Great St Mary's Day Out, 2016
- 7,5 (en) My Name is Markham, 2016
- 7,7 (en) Desiccated Water, 2019
- 8,1 (en) Markham and the Anal Probing, 2019
- 8,5 (en) A Perfect Storm, 2017
- 8,6 (en) Christmas Past, 2017
- 9,5 (en) The Battersea Barricades, 2018
- 9,6 (en) The Steam Pump Jump, 2018
- 9,7 (en) And Now For Something Completely Different, 2018
- 10,5 (en) When Did You Last See Your Father?, 2019
- 10,6 (en) Why is Nothing Ever Simple?, 2019
- 11,5 (en) The Ordeal of the Haunted Room, 2020
  - (en) The Long and Short of It, 2017Contient les nouvelles The Very First Damned Thing, When a Child is Born, Roman Holiday, Christmas Present, Ships and Stings and Wedding Rings, The Great St Mary's Day Out, My Name is Markham et A Perfect Storm
  - (en) Long Story Short, 2019Contient les nouvelles Christmas Past; The Battersea Barricades, The Steam-Pump Jump, And Now For Something Completely Different, When Did You Last See Your Father?, Desiccated Water, Markham and the Anal Probing et Little Donkey

### Sous-sérieLa Police du Temps
1. La Police du Temps, Hervé Chopin, 2025 ((en) Doing Time, 2019), trad. Cindy Colin Kapen, 480 p.  (ISBN 978-2-35720-919-0)À paraître le 25 septembre 2025
2. (en) Hard Time, 2020
3. (en) Saving Time, 2021
4. (en) About Time, 2022
5. (en) Killing Time, 2024

## Résumé
Madeleine Maxwell se fait engager dans l'institut de St Mary. On lui apprend que St Mary détient le secret du voyage dans le temps et qu'avec des capsules se fondant dans le décor de chaque époque, ils peuvent étudier les événements historiques en les étudiant.
Avec l'équipe de St Mary, ils explorent alors les différentes batailles historiques ou autres événements majeurs afin d'améliorer les connaissances historiques modernes. Ce faisant, ils ne doivent en aucun cas interférer la ligne temporelle : ils doivent veiller à ne laisser aucun objet moderne dans le passé ; ils ne doivent tuer personne et finalement ils ne peuvent pas aller à une date à laquelle ils ont déjà été ; ils ne peuvent sauver personne de leur mort, ni dérober d'objets. La seule exception est que si par exemple un objet est sur le point de disparaître dans un incendie par exemple, son existence n'affecte plus le passé et peut être ramené dans le futur. Cela permet de les mettre en sûreté pour les "découvrir" dans le présent.
Dans leurs aventures, les historiens doivent se frotter à des ennemis comme Clive Ronan. Ronan déteste St Mary et l'accuse d'avoir causé la mort d'Annie Bessant. Ainsi il cherche constamment à leur nuire et St Mary ne peut pas le tuer avant qu'il ait déserté St Mary sous risque de créer un paradoxe. La Police du Temps va aussi jouer des tours à St Mary en essayant de s'emparer de la direction de l'établissement pour contrôler ses activités. Elle pourchassera Leon et Maxwell durant une chasse à travers le temps mais ils finiront par être vaincu par St Mary.

## Hier ou jamais
Markham voit un fantôme à travers une fenêtre de St Mary. Pour découvrir l'origine de ce fantôme, Maxwell, Peterson et Markham retournent à St Mary en 1643. Selon les archives, à cette date, St Mary est brûlé par Sir Rupert et l'enfant James Lacey saute du toit pour se sauver et ne meurt pas. Sur place ils attendent le moment que James saute pour s'assurer que c'est lui. Markham est avec lui sur toit mais contrairement au plan Sir Rupert arrive sur le toit pour tuer l'enfant. Alors Markham jette l'enfant à Maxwell tandis qu'il saute : c'était Markham le fantôme de St Mary.
Thirsk demanda à St Mary des photos de l'Exposition universelle de 1851. Cette mission s'annonçait tranquille et un jeune docteur Bairstow et Annie Bessant était présent. Jusqu'à ce que Maxwell aperçoive que Ronan était là pour enlever Annie. Cela ne causerait aucun problème à la création de St Mary mais elle ne mourrait pas en mission. Elle s'approcha de Ronan mais il avait un pistolet et n'hésiterait pas à s'en servir pour arriver à ses fins. Mais c'était sans compter l'intervention de David Sands qui assomma Ronan et permis d'éviter un drame.
St Mary organisa une mission pour sauver les objets qui avaient brûlé lors du grand incendie de Londres de 1666, qui a detruit de la cathédrale Saint Paul. Maxwell ne pouvant pas y aller, elle attend le retour de ses amis. Un retour qui n'arriva pas. Avec Markham, elle part en mission de sauvetage d'urgence pour les sauver car ils étaient bloqués dans la cathédrale. Après avoir caché les objets pour leur "découverte", ils reviennent à St Mary sans Schiller, disparue dans l’incendie. Lors de la découverte du trésor en présence de Thirsk, ils ouvrent un coffre et y découvre le squelette de Schiller. Un billet leur fait comprendre que Ronan et Isabella Barclay sont les meurtriers.
St Mary organise sa Journée Portes Ouvertes. De nombreux événements sont organisés, dont une course de bateau entre St Mary et Thirsk. Durant cet  événement Maxwell est entraînée à l'écart par Barclay qui veut la tuer. Elle lui fait croire qu'elle est sa sœur cachée et qu'elle lui a volé son père. Mais Van Owen arrive attend et tue Barclay par vengeance pour Schiller. Leon raconte par la suite à Maxwell que Barclay n'est pas réellement sa sœur.
Pour récupérer leur prestige, St Mary cherche à ramener des toiles de Boticelli du Bûcher des Vanités. Ils arrivent à obtenir trois toiles sur le motif du Jugement de Pâris, d'Hélène et Pâris et de la mort de Pâris.
Peterson et Maxwell décide de partir pour leur pique-nique aux Thermoyles. Accompagnés de Markham, ils filment la bataille des Thermopyles. Ils cherchent à avoir une meilleure vue du passage des Immortels conduit par Éphialtès. Markham assomme Éphialtès par erreur, et Peterson doit prendre la place du traitre pour assurer aux Perses la victoire.
Leon et Maxwell se marient lors d'une cérémonie organisée par St Mary.

## En cas de problème
Maxwell doit s'occuper de cinq nouvelles recrues : Atherton, Hoyle, Lingoss, Sykes et North. Elle leur fait visiter la Vallée des Rois et Lingoss finit par préférer travailler avec le département du R&D du Professeur Rapson.
Elle emmène ensuite ses apprentis au Pléistocène pour observer les Néandertaliens chassant des mammouths.
Ils vont ensuite découvrir qu'Hérodote n'est qu'un historien ayant été abandonné après une mission de St Mary et qui commença à écrire ses Histoires.
Ils assistent ensuite au bûcher de Jeanne d'Arc. Randall meurt lors de cette mission et Peterson est gravement blessé et doit suivre une rééducation. Dans son testament, Randall révèle qu'il a aidé Ronan en lui donnant les coordonnées de leur mission à Saint Paul pour envoyer l'argent à une personne qu'il a paralysé dans sa jeunesse.
Pour leur dernière mission, ils participent à l'inauguration du pont suspendu de Clifton. La mission se passe bien mais Hoyle finit par sortir un pistolet et demande à pouvoir aller à la bataille de Bosworth. Il est le descendant de Richard III et souhaite le sauver en tuant Henri Tudor, le futur Henri VII. L’Histoire ne lui permettant pas cet assassinat, il meurt écrasé par un cheval.
On apprend à la fin que Maxwell est enceinte.

## Petits Arrangements avec l'histoire
Comme Maxwell est enceinte, elle ne peut que participer à des missions peu intéressantes de son point de vue comme le couronnement de Georges IV
Dans sa prochaine mission, elle doit observer une colline fortifiée. Toutefois Arthur et son armée arrivent pour protéger les villageois d’une incursion saxonne. À la fin de l’affrontement, Arthur donne son épée à un druide vivant dans une caverne en symbole de protection.
Connaissant l’existence de cet objet, Thirsk lance alors une expédition et trouve l’épée. Cependant une série de drames se produisent et Max et ses collègues souhaitent voler l’épée et la rendre aux habitants.
En rentrant, ils doivent assumer les conséquences de leurs actes : Sands et Roberts démissionnent, Markham ne sera pas successeur de Guthrie, Peterson ne sera pas successeur du Dr Bairstow et Max perd tous ces titres académiques mais doit rester à St Mary pour voir les répercussions de cet épisode sur l’établissement.
Thirsk envoye Halcombe et Dottle à St Mary pour les surveiller. Lors d’une mission, Halcombe demande une extraction d’urgence injustifiée et laisse Sykes, Bashford et Dottle sur place. Face à ce bafouement des principes de St Mary, Peterson prend la place de directeur en l’absence du Dr Bairstow et Max part les ramener.
Afin de redorer leur blason, Maxwell propose à Peterson et Markham de l’aider à dérober des joyaux perdus par le roi Jean. Ils découvrirent que le roi Jean avait mis de côté les trésors importants pour les revendre ultérieurement. Ils ont ainsi voler la couronne de l’impératrice Mathilde et l'épée de Tristan et les ont cachés dans la forêt de St Mary.
Après cette mission, Maxwell décide de faire son dernier saut à Stonehenge avec ses deux compagnons Peterson et Markham. Ils ont failli mourir mais furent sauvés par un Leon Farell plus âgé que celui qu’ils connaissaient.
Alors que St Mary fêtait pour le départ de Max, elle fut enlevée par Ronan qui l’abandonna dans le passé pour que son enfant ne puisse pas vivre dans le présent. Elle fut heureusement sauvée par la Police du Temps et elle accoucha de Matthew Edward Farell.